# Pseudagonica
Pseudagonica – rodzaj chrząszczy z rodziny biegaczowatych i podrodziny Panagaeinae.

## Morfologia
Głowa z ciemieniem wklęśniętym i słabo zaznaczonymi bruzdami czołowymi. Głaszczki szczękowe zaostrzone u wierzchołka. Głaszczki wargowe o ostatnim członie zbliżonym do trójkąta, z wierzchołkiem prostym. Pokrywy o wierzchołku mniej lub bardziej falistym i rzędach słabo zaznaczonych. Odnóża środkowe i tylne o środkowej powierzchni goleni bruzdkowanej. Edeagus z ząbkowanymi lub kolczastymi pólkami na woreczku wewnętrznym.

## Rozprzestrzenienie
Rodzaj endemiczny dla Australii.

## Taksonomia
Rodzaj opisany został w 1960 roku przez B. P. Moore'a. Gatunkiem typowym została Pseudagonica nitida.
Opisano dotąd 13 gatunków z tego rodzaju:
- Pseudagonica aberrans Baehr, 2012
- Pseudagonica alpina Baehr, 2012
- Pseudagonica amblyops Baehr, 2012
- Pseudagonica incerta Baehr, 2012
- Pseudagonica latibasis Baehr, 2012
- Pseudagonica longipennis Baehr, 2012
- Pseudagonica macrops Baehr, 2012
- Pseudagonica minuta Baehr, 2012
- Pseudagonica montisfusci Baehr, 2012
- Pseudagonica nitida Moore, 1960: 24
- Pseudagonica obscuripes Baehr, 2012
- Pseudagonica orbitalis Baehr, 2012
- Pseudagonica spinosa Baehr, 2012